# Tron: Deadly Discs
Tron: Deadly Discs, parfois intitulé Tron : Les Disques mortels de Tron ou Les Disques implacables de Tron dans les éditions destinées aux marchés francophones, ou encore TRON I pendant son développement et sur les premiers catalogues Mattel, est un jeu vidéo développé et édité par Mattel Electronics, sorti en 1982 sur la console Intellivision, puis adapté sur Atari 2600, (sous le titre français Tron : Les Disques meurtriers) et Aquarius,,. Il est le premier d'une série de 3 jeux Intellivision (avec Maze-A-Tron et Solar Sailer) tirés du film Tron produit par Walt Disney Pictures ; celui-ci est particulièrement basé sur la scène du combat de disques,.

## Système de jeu
Le joueur incarne Tron, enfermé sur la grille de jeu. A l'aide de son disque (qui peut aussi servir de bouclier) utilisable comme un boomerang, il doit éliminer les vagues successives de guerriers du MCP qui possèdent eux aussi des disques volants. S'il est touché une fois, Tron est blessé temporairement et voit ses mouvements ralentis ; s'il est touché plusieurs fois, il est alors désintégré et la partie est terminée.

## Accueil
Selon le magazine Blip, la version M-Network pour l'Atari est « loin d'être aussi complexe » que la version Intellivision. Mais malgré une jouabilité plus compliquée et une action plus lente, le titre reste un jeu passionnant. Dans The Logical Gamer, Alan Bechtold trouve au contraire que la version Atari VCS est « plus rapide et un peu plus facile à contrôler que le jeu Intellivision ». Il se réjouit car les graphismes n'y ont pas été sacrifiés, contrairement à ce qui arrive dans de nombreux portages. Il s'étonne seulement l'absence du Recognizer réparateur de porte. Mike Wilson, regrette lui aussi l'absence du Recognizer, mais lui qui n'est pas un grand fan du Deadly Discs de l'Intellivision convient que cette conversion de M-Network « dans son ensemble est encore meilleure ».

## Adaptations et rééditions
Le programmeur Dave Warhol s'amusa a créer une version personnalisée du jeu, remplaçant les sprites des guerriers ennemis par ceux des hot-dogs de BurgerTime. Intitulée Deadly Dogs!, elle circula uniquement dans le cercle des développeurs de Mattel, avant d'être intégrée quelques années plus tard par sous forme d'easter-egg dans l'adaptation INTV de Dig Dug.
Un remake, intitulé Tron Deadly Discs, est annoncé sur la future console Amico.